# 廣州融創文旅城

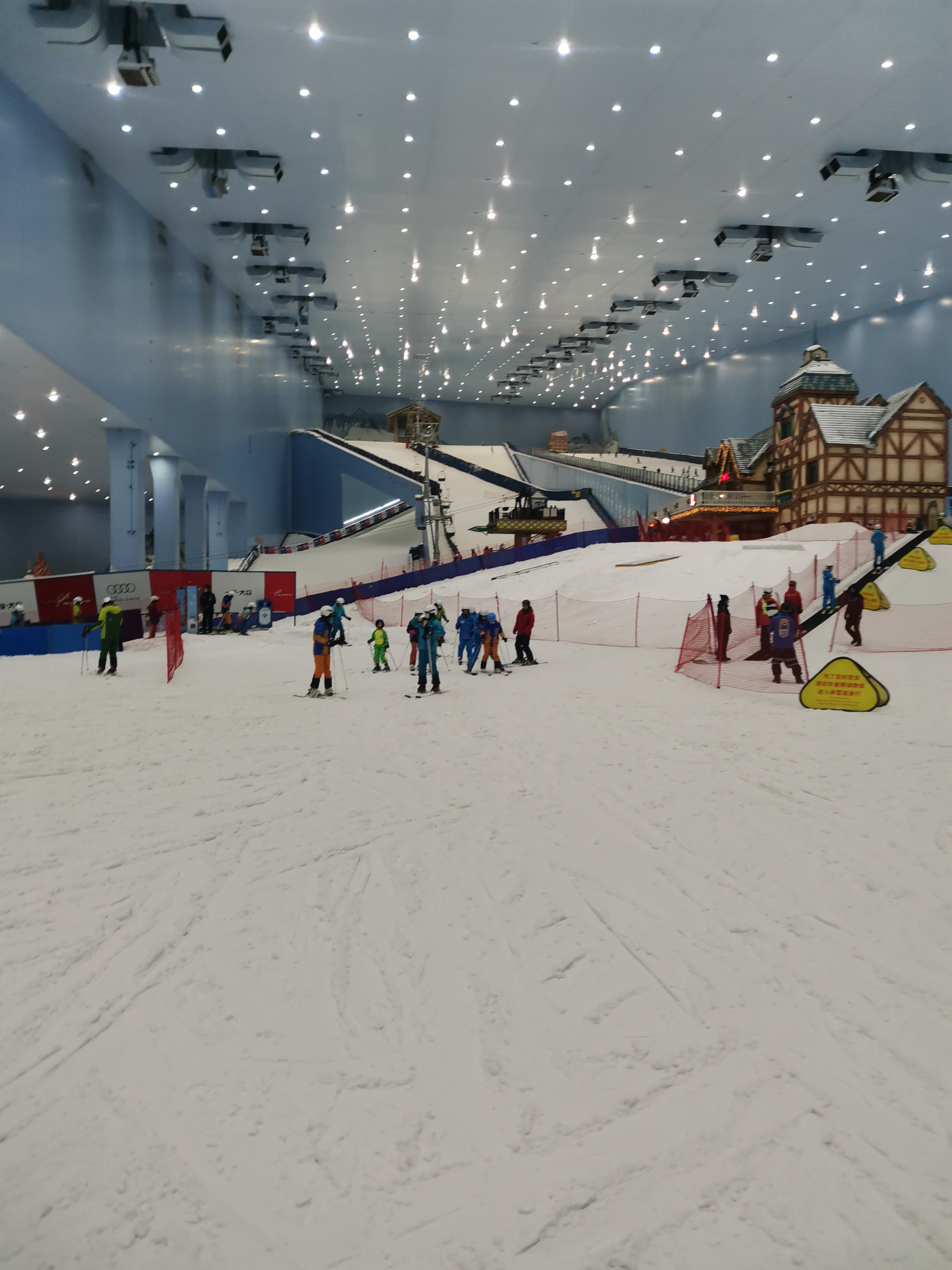
广州融创冰雪城

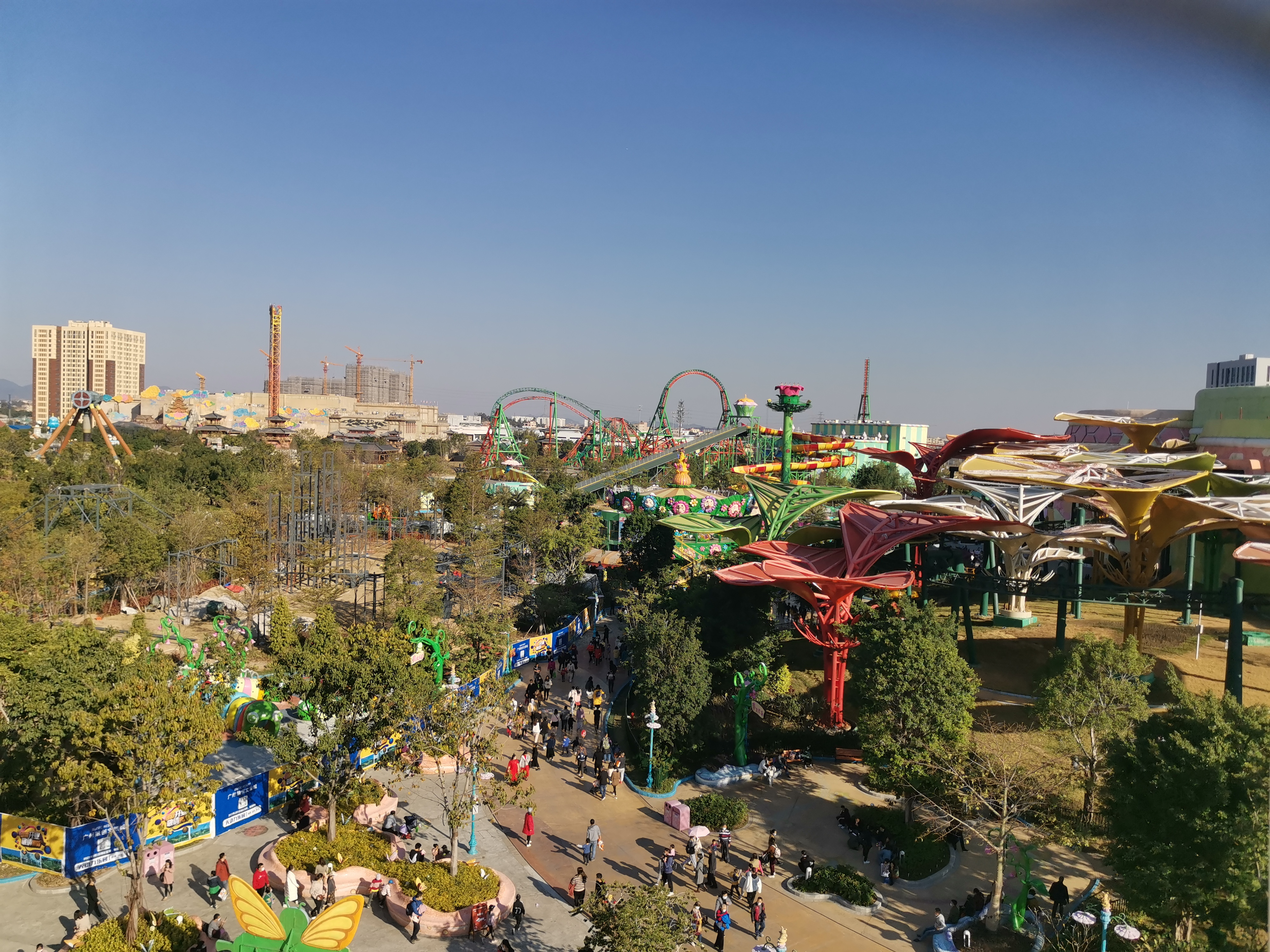
广州融创乐园

廣州融創文旅城是一個中国的主題公園，位于广州市花都區北部，總面積約220萬平方米。

## 历史
该乐园起初由万达集团設計和建造的，但於2017年被賣給了融创文旅集团，随后在2019年6月20日正式開業。鄰近花城街站。文旅城內設有廣州融創樂園、廣州融創雪世界、廣州融創水世界、廣州體育世界，其中雪世界的滑雪場在啟用時為全球第二大的室內滑雪場。2023年3月，融创文旅城旅游区被评为国家4A级旅游景区。

## 外部連結
- 官方网站
- 维基共享资源上的相關多媒體資源：廣州融創文旅城